# Демирчян, Оганес Самвелович
Оганес Демирчян (арм. Հովհաննես Դեմիրճյան; род. 15 августа 1975 или 18 мая 1975, Армения) — армянский футболист, игравший на позиции защитника, тренер.

## Клубная карьера
Начал футбольную карьеру в 1991 году в клубе «Ширак», который выступал во Второй лиге СССР. За команду из Гюмри сыграл 1 матч. С 1995 по 2000 года за «Ширак» выступал в Высшей лиги Армении. В 2000 году переехал в Украину, где подписал контракт с алчевской «Сталью». Дебютировал в футболке «алчевцев» 11 марта 2001 в домашнего поединке 14-го тура Высшей лиги против донецкого «Металлурга». Демирчян вышел на поле в стартовом составе, а на 74-й минуте его заменил Сергей Полушин. Основным игроком не стал и провел только 5 матчей во второй части сезона. С 2001 по 2002 года выступал за ереванский «Спартак». С 2003 по 2004 защищал цвета «Бананц», а в 2005 году - «Котайк». В 2007 вернулся в «Ширак», в котором через 2 года завершил карьеру футболиста.

## Карьера за сборную
Дебют за национальную сборную Армении состоялся 2 сентября 2000 года в матче квалификации на чемпионат мира 2002 года против сборной Норвегии. Всего за сборную Демирчян сыграл 7 матчей.

## Карьера тренера
С 2013 по 2014 года находился в тренерском штабе второй команды «Ширака».